# SV Halle Schwimmen

Logo des SV Halle

Die Schwimmabteilung des SV Halle ist mit über 750 Mitgliedern (bei rund 3450 Mitgliedern im Gesamtverein) die größte Abteilung des SV Halle. Gemessen an den Erfolgen bei Deutschen Meisterschaften gehört der SV Halle zu den erfolgreichsten Vereinen im deutschen Schwimmsport. 
Die Schwimmabteilung wurde wie der Hauptverein 1990 aus dem SC Chemie Halle neu gegründet. Organisierten Schwimmsport gab es beim SC Chemie seit 1958. Heute wird in Halle auch ein Bundesstützpunkt betrieben, an dem zahlreiche auswärtige Jugendliche trainieren, die in Halle das Sportinternat besuchen. 
Der SV Halle ist in der Saison 2005/2006 in die 1. Bundesliga Schwimmen der Damen aufgestiegen und startet ab Oktober 2006 in dieser höchsten Liga des deutschen Schwimmsports. Die Herrenmannschaft verpasste den Aufstieg nur knapp und startet weiterhin in der 2. Bundesliga Nord. 
Die bekanntesten Schwimmer des Vereins heute sind Paul Biedermann mit einem Weltrekord, 3 Europarekorden und 2 Europameistertitel, 8 deutscher Meistertitel und 10 deutsche Rekorden und die zweifache Junioren-Weltmeisterin Daniela Schreiber. Auch die vierfache Olympiasiegerin bei den Spielen von Montreal Kornelia Ender schwamm in Halle (damals noch SC Chemie). Cheftrainer der Spitzenschwimmer und des Bundesstützpunktes ist Frank Embacher.

## DDR-Meister vom SV Halle
- Klaus Dockhorn: 1974 (400 m Freistil); 1974 (1500 m Freistil)
- Steffen Ließ: 1984 (400 m Freistil)
- Karsten Drobny: 1984, 1985 (100 m Schmetterling); 1984, 1985 (200 m Schmetterling); 1983 (200 m Lagen)
- Steffen Jahns: 1983 (200 m Schmetterling)
- Thomas Körber: 1985, 1986 (200 m Schmetterling)
- Tino Weber: 1989, 1990 (100 m Rücken); 1989 (200 m Rücken)

- Kornelia Ender: 1973, 1974, 1975, 1976 (100 m Schmetterling); 1972, 1973 (200 m Lagen); 1973 (400 m Lagen); 1972, 1973, 1974, 1975 (100 m Freistil); 1975, 1976 (200 m Freistil); 1974, 1975 (400 m Freistil); 1976 (100 m Rücken)
- Cornelia Polit: 1983 (200 m Schmetterling); 1981 (200 m Rücken); 1981 (100 m Rücken)
- Dagmar Hase: 1988, 1990 (200 m Rücken)
- Carmela Schmidt: 1979, 1981, 1982 (400 m Freistil); 1981 (800 m Freistil)
- Richter: 1986 (400 m Freistil)
- Jutta Olbrisch: 1958 (100 m Freistil)
- Karin Beyer: 1958 (200 m Brust)

## Weltrekord für Halle
Paul Biedermann holte über die 200 m Freistil der Herren einen Weltrekord mit 1:42,00 und verbesserte die Bestmarke des 14fachen Olympiasiegers Michael Phelps um 0,96 s.